# State of Decay
『State of Decay』（ステート・オブ・ディケイ、旧名『Class3』）は、Xbox Live ArcadeおよびMicrosoft Windows向けに2013年6月に発売されたオープンワールドゾンビサバイバルホラーゲームである。このゲームはダウンロード専売である。

## ゲームシステム
『State of Decay』は『Left 4 Dead』のようなゲームとは異なり、サバイバルにより焦点を置いている。ゾンビとの戦闘よりも、ステルスや回避、注意をそらすこと、プレイヤーの資源の収集、世界を見て回ることなどがより強調されている。このゲームはオープンワールドであり、プレイヤーの選択は重要な要素である。プレイヤーは感染者から身を守るためにスナイパータワーやバリケードのような建造物を作ることが可能である。食べ物や水、シェルター、弾薬、銅線のような支給物資がサバイバルに必要となる。このような物資を確保するためにプレイヤーは放棄されたスーパーマーケットやその他の店から略奪を行うか、自分で食物を育てる必要がある。プレイヤーは防衛を手伝ってくれたり、プレイヤーの拠点の壊れた電気系統を修理してくれたり、プレイヤーの略奪パーティーを手伝ってくれたりする他のNPCの生存者たち（電気工など）を救助することも可能となっている。しかし、プレイヤーは建物から建物に移動し生き残ろうとする一匹狼でいることも可能である。プレイヤーの選択はゲームプレイがどう展開するのか影響を与えていく。

## 開発
『State of Decay』が（公式に）発表されたのは2011年のことであり、当時はXbox Live Arcade独占タイトルで元々は「Class 3」という名称だった。
ジェフ・ストレイン（『World of Warcraft』の制作者の一人でen:ArenaNetの設立者）は個々のプレイヤーが自分だけのゾンビサバイバル計画を作ってそれを試せるゲームの制作を考えた。この考えに基づき、ストレインはCryENGINE 3上で動くClass3エンジンの作成に着手する 。『State of Decay』は、Undead Labsのフルオンラインコンソールゲーム『Class4』に対する踏台となっている。『Class4』はXbox 360向けに発売される最初のマッシブリーマルチプレイヤーオンラインゲームの一つになることが予想される。